# 祐三
祐三（ゆうぞう）は日本の男性の名前の一つ。
- 丸田祐三 - 将棋棋士
- 金丸祐三 - 陸上競技選手
- 小林祐三 - プロサッカー選手
- 古代祐三 - 作曲家
- 坪内祐三 - 評論家
- 岩上祐三 - サッカー選手
- 佐伯祐三 - 洋画家
- 松木祐三 - 牧師
- 樋口祐三 - テレビディレクター・プロデューサー
- 伊藤祐三 - 政治家
- 薮野祐三 - 政治学者
- 南祐三 - プロサッカー選手
- 西田祐三 - 政治家
- 清田祐三 - プロボクサー
- 永田祐三 - 建築家
- 加藤祐三 - 歴史学者
- 松山祐三 - 陸軍軍人
- 若天龍祐三 - 大相撲力士
- 白羽祐三 - 法学者・弁護士
- 古賀祐三 - エンジニア、クリエイター
- 市川祐三 - 官僚

- 祐三 (小惑星)